# Succivo
Succivo – miejscowość i gmina we Włoszech, w regionie Kampania, w prowincji Caserta.
Według danych na rok 2004 gminę zamieszkiwało 6850 osób, 1141,7 os./km².